# بری لودرمیلک
بری دین لودرمیلک (‎/ˈlaʊdərˌmɪlk/‎ LOW-dər-MILK؛ زادهٔ ۲۲ دسامبر ۱۹۶۳) یک سیاستمدار آمریکایی اهل ایالت جورجیا است که از سال ۲۰۱۵ نماینده ایالات متحده بوده است. . این منطقه بخش بزرگی از حومه شمالی آتلانتا، از جمله ماریتا، آکوورث و اسمیرنا و بخشی از خود آتلانتا را در بر می‌گیرد.
لودرمیلک نامزد جمهوری خواهان برای کرسی در دور دوم انتخابات در ۲۲ ژوئیه ۲۰۱۴، بر باب بار، و برنده انتخابات عمومی در ۴ نوامبر ۲۰۱۴ شد. او برای دوره‌های متوالی در سال‌های ۲۰۱۶، ۲۰۱۸، ۲۰۲۰ و ۲۰۲۲ انتخاب شد.